# Золотые колосья (мультфильм)
«Золотые колосья» — рисованный мультипликационный фильм для детей 1958 года, экранизация белорусской народной сказки. Создан по сценарию Жанны Витензон на стихи Роберта Рождественского.

## Сюжет
Вспахали бедные сироты, Янко и Олеся, своё поле. Хотели они приступить к посеву, но пришёл старый Мельник и за долги забрал у них всё их богатство — лукошко отборного зерна. Хотел богатей и Петушка, друга сирот, прихватить, да тот сумел убежать. Когда Мельник уехал, Петушок помчался за ним. Нагнал его около мельницы и бросился на него: «Отдай зерно, Мельник!» Но ничего не вышло. Подобрал Петушок только три зёрнышка.
Принёс он эти зёрнышки Янке и Олесе. Поблагодарили его дети и решили посадить хоть их. А тем временем, разгулялся дядька — великан Ветер и ненароком подхватил эти три зёрнышка и развеял их. Тогда пошли дети разыскивать Ветер и просить его вернуть им свои зёрна. И много опасностей и невзгод претерпели они в пути, пока наконец не нашли дядьку Ветра: он спал в лесу. Разбудили его, помогли ему высвободить ветряные космы, зацепившиеся за стволы и ветви деревьев. Поднял их себе дядька Ветер на плечо и… пошёл гулять по земле. Возвратил им похищенное Мельником лукошко с зерном, а самого его наказал, разрушив его мельницу своим дуновением. Посеяли дети зёрна на своём родном поле. Выросли чудесные золотые колосья. Спасибо сказали дети доброму Ветру.

## Съёмочная группа
| Сценарий                  | Жанны Витензон |
| Стихи                     | Роберта Рождественского |
| Постановка режиссёров     | Ольги Ходатаевой, Леонида Аристова |
| Художник-постановщик      | Александр Трусов |
| Композитор                | Александр Флярковский |
| Операторы                 | Елена Петрова, Александр Астафьев |
| Звукооператор             | Николай Прилуцкий |
| Ассистент режиссёра       | Е. Новосельская |
| Художники-мультипликаторы | Рената Миренкова, Владимир Крумин, Геннадий Новожилов, Владимир Балашов, Роман Давыдов, Игорь Подгорский, Вадим Долгих, Борис Бутаков                                                       |
| Роли озвучивали           | Нина Гуляева — Олеся Мария Виноградова — Янко Александр Ханов — Ветер / мельник / дерево В титрах не указаны: Георгий Вицин — воробей Георгий Милляр — Болотный дед Елена Понсова — лягушки |